# اسکار فورنس
اسکار فورنس (انگلیسی: Óscar Fornés؛ زادهٔ ۲ مارس ۱۹۸۳) بازیکن فوتبال اهل اسپانیا است.
از باشگاه‌هایی که در آن بازی کرده‌است می‌توان به باشگاه فوتبال الچه اشاره کرد.